# Roberto Challe
Roberto Carlos Challe Olarte (Lima, 1946. november 24. – Lima, 2024. szeptember 10.) válogatott perui labdarúgó, középpályás, edző.

## Pályafutása

### Klubcsapatban
1964–65-ben a Centro Iqueño, 1966 és 1970 között az Universitario, 1971 és 1973 között a Defensor Lima, 1974–75-ben a Sporting Cristal, 1976-ban az Atlético Chalaco, 1977–78-ban ismét az Universitario labdarúgója volt. 1978-ban az ecuadori Universidad Catolica csapatában szerepelt. 1979-ben a Deportivo Municipal játékosa volt. 1980-ban az Universitario labdarúgójaként vonult vissza. Az Universitarióval három, a Defensorral egy bajnok címet nyert.

### A válogatottban
1967 és 1973 között 48 alkalommal szerepelt a perui válogatottban és négy gólt szerzett. Tagja volt az 1970-es mexikói világbajnokságon résztvevő csapatnak.

### Edzőként
1981 és 2017 között számos perui csapat vezetőedzője volt. Többek közt a Juan Aurich (1981),  az Atlético Chalaco (1983–1984), a San Agustín (1985, 1987, 1989–1990, 1996), a Defensor Lima (1989, 1991), a  Sport Boys (1993), a Deportivo Municipal (1994, 2003), az Universitario (1999–2001, 2015–2017) és az Alianza Lima (2005) szakmai munkáját irányította. 1985-ben a perui válogatott szövetségi kapitányaként tevékenykedett.

## Sikerei, díjai
Universitario
- Perui bajnokság
  - bajnok (3): 1966, 1967, 1969

 Defensor Lima
- Perui bajnokság
  - bajnok: 1973